# Freysuila phorodendri
Freysuila phorodendri är en insektsart som först beskrevs av Leonard D. Tuthill 1939.  Freysuila phorodendri ingår i släktet Freysuila och familjen rundbladloppor. Inga underarter finns listade i Catalogue of Life.